# Актам (Актюбинская область)
Актам (каз. Ақтам) — село в Байганинском районе Актюбинской области Казахстана. Входит в состав Жаркамысского сельского округа. Код КАТО — 153637200.

## Население
В 1999 году население села составляло 229 человек (128 мужчин и 101 женщина). По данным переписи 2009 года, в селе проживало 110 человек (63 мужчины и 47 женщин).